# Långtjärnen (Offerdals socken, Jämtland, 705569-142726)
Långtjärnen är en sjö i Krokoms kommun i Jämtland och ingår i Indalsälvens huvudavrinningsområde.